# Salmo visovacensis
Salmo visovacensis es una especie de pez de la familia Salmonidae en el orden de los Salmoniformes.

## Hábitat
Vive en zonas de  aguas dulces  templadas (44 ° N-43 ° N, 15 ° E-17 ° E).)

## Distribución geográfica
Se encuentra en Europa: lago Visova (Dalmacia ).